# Het mysterie van de Mondscheinsonate
Pour plus de détails, voir Fiche technique et Distribution.
Het mysterie van de Mondscheinsonate (littéralement « le mystère de la sonate au clair de lune ») est un film néerlandais réalisé par Kurt Gerron, sorti en 1935. Ce film est l'adaptation au cinéma d'un roman de Willy Corsari.

## Synopsis
Enrica, qui vient de rencontrer son ancien partenaire de danse Sascha Darinoff, est retrouvée morte lors d'une répétition. Sascha Darinoff confesse le crime à l'inspecteur Lund, mais ce dernier n'est pas entièrement convaincu.

## Fiche technique

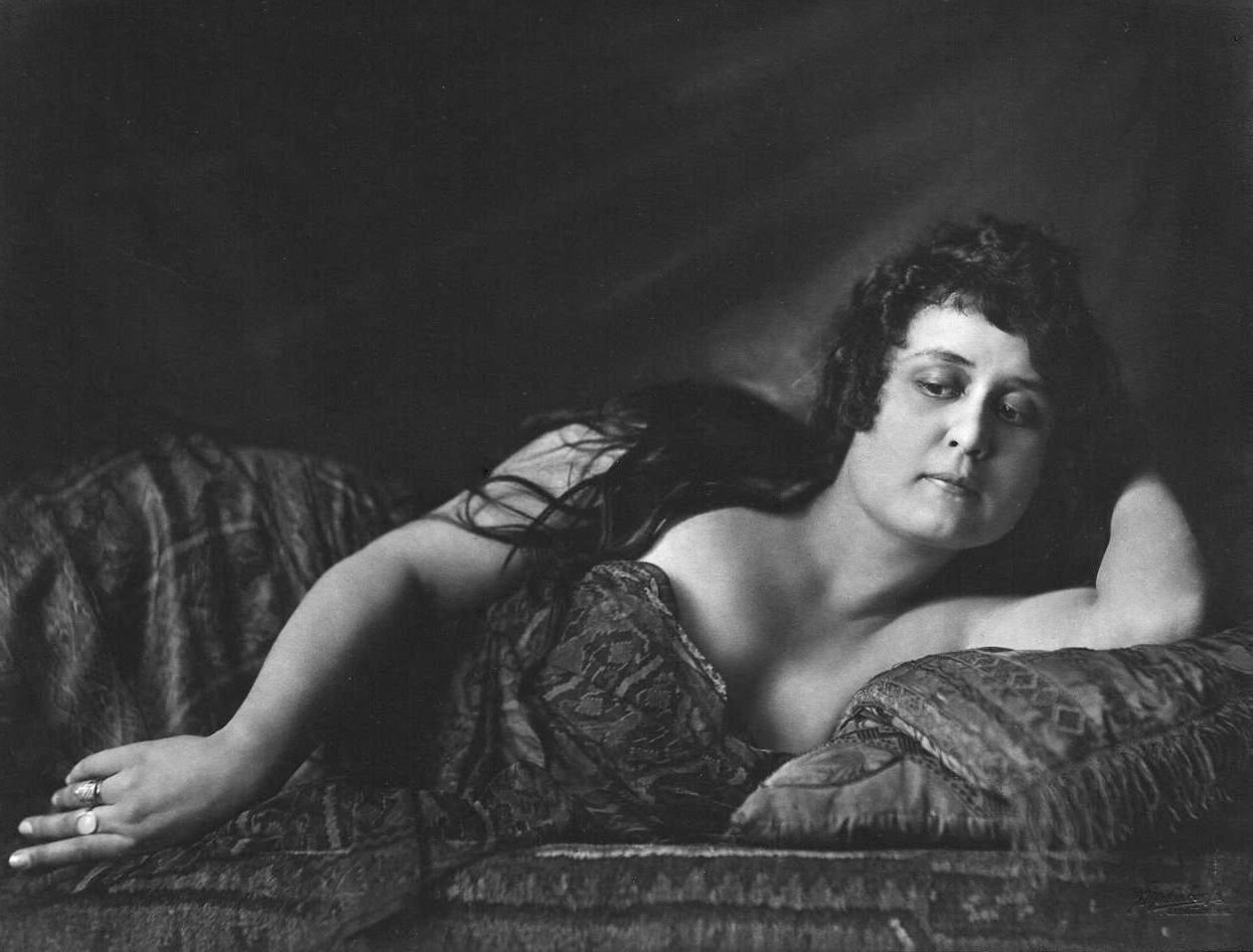
Willy Corsari, l'auteur du roman.

- Titre : Het mysterie van de Mondscheinsonate
- Titre allemand : Das Geheimnis der Mondscheinsonate
- Réalisation : Kurt Gerron
- Scénario : Walter Schlee
- Dialogues : Karl Zimmering
- Musique : Jaap Kool, Hugo de Groot
- Photographie : Akos Farkas
- Production : Loet C. Barnstijn
- Société de production : Loet C. Barnstijn Film
- Pays d'origine :  Pays-Bas
- Lieu de tournage : Filmstad
- Format : Noir et blanc  - Mono
- Genre : Policier, drame et thriller
- Durée : 91 minutes
- Date de sortie : 
  -  Pays-Bas : 7 novembre 1935
  -  Allemagne de l'Ouest : 7 novembre 1984 (TV)

## Distribution
- Louis De Bree : Inspecteur Lund
- Louis Saalborn : le mari d'Enrica
- Wiesje Van Tuinen : Enrica

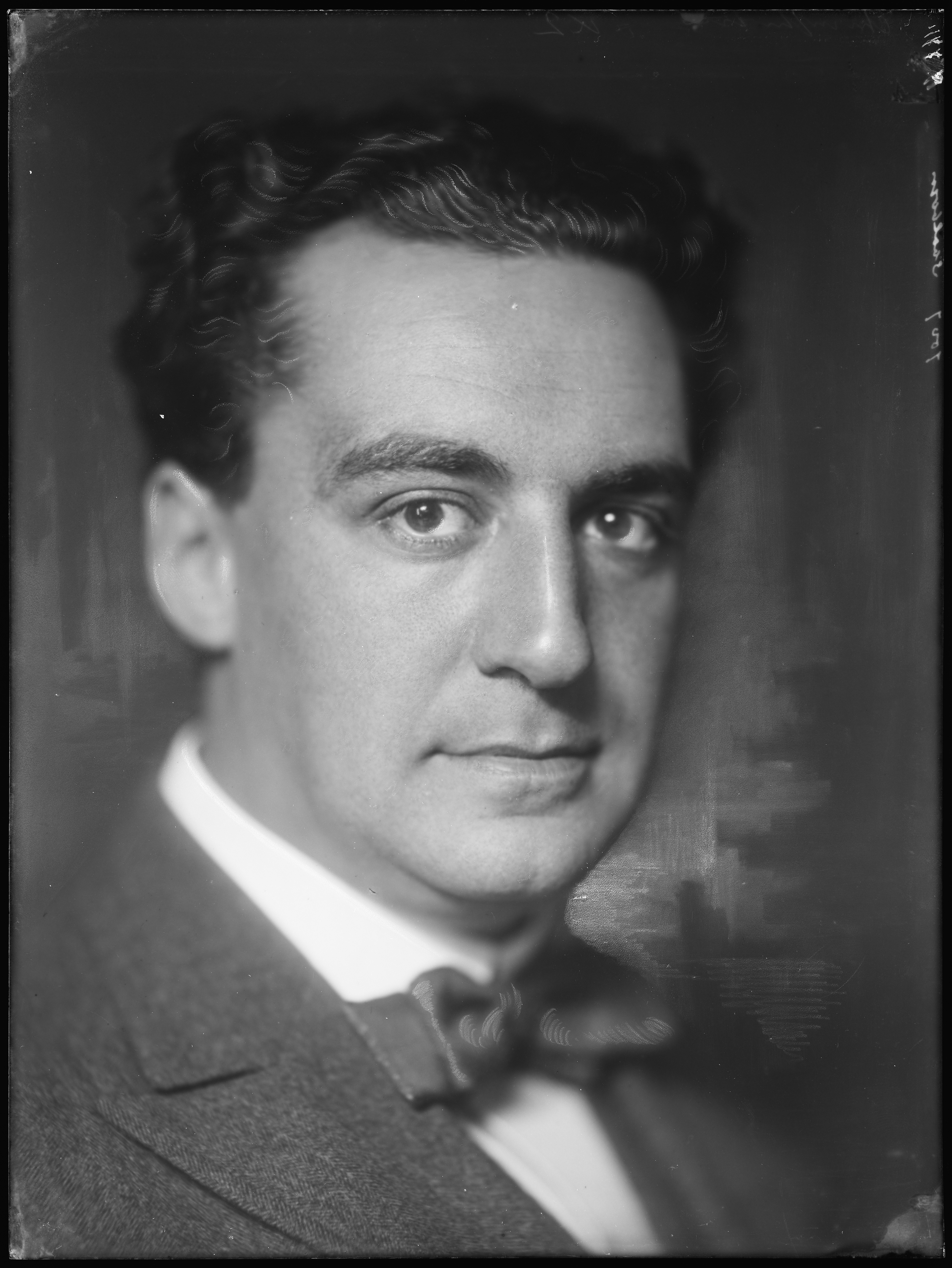
Louis Saalborn, acteur du film.

- Ank van der Moer : la femme du chauffeur de taxi
- Enny Meunier : Lucie Maerlant
- Annie Verhulst : Katharina
- Darja Collin : Yva
- Bill Benders : le chauffeur de taxi
- Raoul de Bock : l'enfant du chauffeur de taxi
- Charles Braakensiek
- Claire Claery
- Paula de Waart
- Harry Dresselhuys
- Bart Elferink
- Ludzer Eringa
- Egon Karter
- Frans Meermans
- Wim Paauw
- Johan Schilthuyzen